# Вимірювальний міст

Вимірювальний міст — електрична схема для вимірювання опору. Вимірювальні перетворювачі звичайно приєднуються до систем автоматичного контролю за допомогою мостових схем.

## Приклади
В одне з плечей моста (рис. а) вмикається перетворювач переміщення. Тоді вихідна напруга (Uвих), що знімається з вершин моста А-В, буде змінюватися з переміщенням робочого елемента перетворювача. Напруга живлення моста (Uживл) може бути постійного (при Zi=Ri) або змінного (при Zi =1/(Cω) або Zi =Lω) струму з частотою ω.
У мостову схему з R елементами, можуть вмикатися терморезистори, тензо- і фоторезистори, тобто перетворювачі, вихідний сигнал яких — зміна активного опору R.
Індуктивний перетворювач, що широко застосовується, зазвичай приєднується до мостової схеми змінного струму, утвореної трансформатором (рис. б). Вихідна напруга в цьому разі виділяється на резисторі R, увімкненому в діагональ моста.